# Cò quăm São Tomé
Cò quăm São Tomé hay Cò quăm ôliu lùn, tên khoa học Bostrychia bocagei, là một loài chim trong họ Threskiornithidae. Đây là loài đặc hữu của São Tomé, và hiện được xếp vào nhóm cực kỳ nguy cấp.